# 伊具郡
- 令制国一覧 > 東山道 > 磐城国 > 伊具郡
- 日本 > 東北地方 > 宮城県 > 伊具郡

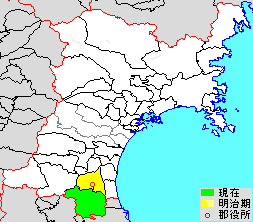
宮城県伊具郡の範囲（緑：丸森町）

伊具郡（いぐぐん）は、宮城県（陸奥国・磐城国）の郡。
人口10,784人、面積273.3km²、人口密度39.5人/km²。（2025年2月1日、推計人口）
以下の1町を含む。
- 丸森町（まるもりまち）

## 郡域
明治11年（1878年）に行政区画として発足した当時の郡域は、上記1町に角田市を加えた区域にあたる。

## 歴史
伊具郡は、伊具盆地を南西から北東へ向かって流れる阿武隈川によって東西に二分されており、古来より西岸（隈西）を西根、東岸（隈東）を東根と呼んでいる。古くは『先代旧事本紀』「国造本紀」に伊久国造（いくのくにのみやつこ）が見えており、郡衙は東根の枝野に置かれ（郡山遺跡および品濃遺跡）、『和名類聚抄』には、杵葉・広伴・静戸・麻績・余戸の五郷が載せられている。中世には伊具郡の北部は伊具荘となり（14世紀初頭には後宇多院領）、南部は伊達郡北東部の梁川・保原とあわせて金原保（かなはらのほ）を形成した。

### 近世以降の沿革
- 幕末時点では陸奥国に所属し、全域が仙台藩領であった。「旧高旧領取調帳」（伊具郡は明治2年（1869年）基準）に記載されている村は以下の通り。（2郷34村）

| 区分 | 村数    | 村名 | 所属代官区            | 所轄郡奉行 |
| ---- | ------- | --- | --------------------- | ---------- |
| 西根 | 1郷22村 | 角田本郷、耕野村、川張村、大蔵村、山田村、舘山村、松掛村、木沼村、小田村、豊室村、横倉村、梶賀村、佐倉村、笠島村、高倉村、稲置村、花島村、岡村、毛萱村、君萱村、神次郎村、江尻村、小坂村 | 金津代官所 （尾山村） | 南方郡奉行 |
| 東根 | 1郷12村 | 金山本郷、丸森村、筆甫村、大内村、伊手村、小斎村、島田村、枝野村、尾山村、藤田村、坂津田村、平貫村、鳩原村                                                                               | 金津代官所 （尾山村） | 南方郡奉行 |

- 明治元年
  - 9月24日（1868年11月8日） - 仙台藩主伊達慶邦が官軍に降伏。28万石に減封となる。
  - 12月7日（1869年1月19日） - 陸奥国が分割され、本郡は岩代国の所属となる。
  - 12月24日（1869年2月5日） - 刈田郡白石城に転封された白石藩主南部氏（旧盛岡藩主）の所領となる。
- 明治2年
  - 8月7日（1869年9月12日） - 南部氏の盛岡復帰により、旧白石藩領を以て白石県を設置。
  - 11月27日（1869年12月29日） - 白石県が角田県に改称。
  - 12月8日（1870年1月7日） - 刈田郡と共に磐城国の所属に変更される。
- 明治4年11月2日（1871年12月13日） - 第1次府県統合により仙台県の管轄となる。
- 明治5年
  - 1月8日（1872年2月16日） - 仙台県が宮城県に改称。
  - （1872年）4月 - 大区小区制の施行により、宮城県第18大区となる。

| 宮城県第18大区（全12小区。伊具郡のみ） | 宮城県第18大区（全12小区。伊具郡のみ）                 |
| 小区                                   | 所属村                                                 |
| -------------------------------------- | ------------------------------------------------------ |
| 小1区                                  | 角田本郷                                               |
| 小2区                                  | 舘山村・木沼村・松掛村・小田村                         |
| 小3区                                  | 梶賀村・佐倉村・花島村                                 |
| 小4区                                  | 小坂村・稲置村・江尻村・岡村・君萱村・毛萱村・神次郎村 |
| 小5区                                  | 横倉村・豊室村・笠島村・高倉村                         |
| 小6区                                  | 山田村・大蔵村・川張村・耕野村                         |
| 小7区                                  | 丸森村                                                 |
| 小8区                                  | 大内村・筆甫村                                         |
| 小9区                                  | 金山本郷・伊手村                                       |
| 小10区                                 | 小斎村・島田村                                         |
| 小11区                                 | 尾山村・枝野村                                         |
| 小12区                                 | 藤田村・坂津田村・平貫村・鳩原村                       |

- 明治7年（1874年）4月 - 区の再編により、宇多郡・亘理郡と共に宮城県第10大区となる。

| 宮城県第10大区（全14小区。伊具郡1～8・宇多郡・亘理郡） | 宮城県第10大区（全14小区。伊具郡1～8・宇多郡・亘理郡）       |
| 小区                                                   | 所属村                                                       |
| ------------------------------------------------------ | ------------------------------------------------------------ |
| 小1区                                                  | 山田村・大蔵村・川張村・耕野村                               |
| 小2区                                                  | 角田本郷・豊室村・小田村・木沼村・松掛村                     |
| 小3区                                                  | 岡村・横倉村・稲置村・君萱村・毛萱村・高倉村・笠島村・花島村 |
| 小4区                                                  | 小坂村・鳩原村・梶賀村・佐倉村・江尻村・神次郎村             |
| 小5区                                                  | 尾山村・藤田村・坂津田村・平貫村                             |
| 小6区                                                  | 枝野村・島田村・小斎村                                       |
| 小7区                                                  | 丸森村・舘山村                                               |
| 小8区                                                  | 金山本郷・伊手村・大内村・筆甫村                             |

- 明治9年（1876年）4月22日 - 磐前県に移管される。
- 明治9年（1876年）8月21日 - 第2次府県統合により宮城県に復帰。
- 明治9年（1876年）11月 - 区の再編により、刈田郡・柴田郡・亘理郡と共に宮城県第1大区となる。

| 宮城県第1大区（全9小区。刈田郡・柴田郡・伊具郡5～7・亘理郡） | 宮城県第1大区（全9小区。刈田郡・柴田郡・伊具郡5～7・亘理郡）                                                                   |
| 小区                                                         | 所属村 |
| ------------------------------------------------------------ | --- |
| 小5区                                                        | 小坂村・鳩原村・平貫村・横倉村・豊室村・江尻村・岡村・君萱村・神次郎村・花島村・佐倉村・梶賀村・稲置村・笠島村・毛萱村・高倉村 |
| 小6区                                                        | 角田本郷・丸森村・大蔵村・川張村・耕野村・舘山村・木沼村・松掛村・山田村・小田村                                               |
| 小7区                                                        | 金山本郷・小斎村・伊手村・大内村・筆甫村・枝野村・島田村・尾山村・藤田村・坂津田村                                             |

- 明治11年（1878年）10月21日 - 郡区町村編制法の宮城県での施行により、行政区画としての伊具郡が発足。「伊具亘理郡役所」が角田本郷に設置され、亘理郡とともに管轄。同日大区小区制廃止。

### 町村制以降の沿革

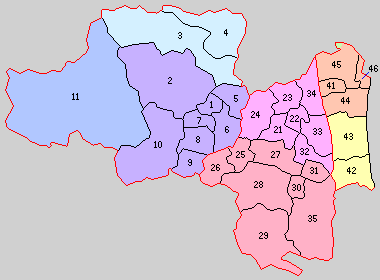
21.角田町 22.桜村 23.北郷村 24.西根村 25.大張村 26.耕野村 27.舘矢間村 28.丸森村 29.筆甫村 30.金山村 31.小斎村 32.枝野村 33.藤尾村 34.東根村 35.大内村 （桃：角田市 赤：丸森町。1 - 11は刈田郡 41 - 46は亘理郡）

- 明治22年（1889年）4月1日 - 町村制施行により、以下の町村が発足[1]。（1町14村）
  - 角田町 ← 角田本郷、横倉村、豊室村（現・角田市）
  - 桜村 ← 佐倉村、梶賀村（現・角田市）
  - 北郷村 ← 江尻村、岡村、君萱村、神次郎村、花島村（現・角田市）
  - 西根村 ← 稲置村、笠島村、毛萱村、高倉村（現・角田市）
  - 大張村 ← 大蔵村、川張村（現・丸森町）
  - 耕野村（単独村制。現・丸森町）
  - 舘矢間村 ← 舘山村、木沼村、松掛村、山田村（現・丸森町）、小田村（現・角田市）
  - 丸森村、筆甫村（それぞれ単独村制。現・丸森町）
  - 金山村（金山本郷が単独村制。現・丸森町）
  - 小斎村（単独村制。現・丸森町）
  - 枝野村 ← 枝野村、島田村（現・角田市）
  - 藤尾村 ← 藤田村、尾山村（現・角田市）
  - 東根村 ← 小坂村、鳩原村、平貫村、坂津田村（現・角田市）
  - 大内村 ← 大内村、伊手村（現・丸森町）
- 明治27年（1894年）4月1日 - 郡制を施行。郡役所が角田町に設置。
- 明治30年（1897年）2月9日（3町12村）
  - 丸森村が町制施行して丸森町となる。
  - 金山村が町制施行して金山町となる。
- 大正12年（1923年）4月1日 - 郡会が廃止。郡役所は存続。
- 大正15年（1926年）7月1日 - 郡役所が廃止。以降は地域区分名称となる。
- 昭和3年（1928年）4月1日 - 舘矢間村の一部（小田）が角田町に編入。
- 昭和10年（1935年）時点での当郡の面積は422.83平方km、人口は54,922人（男27,416人・女27,506人）[2]。
- 昭和29年（1954年）
  - 10月1日 - 角田町・枝野村・藤尾村・桜村・東根村・北郷村・西根村が合併し、改めて角田町が発足。（3町6村）
  - 12月1日 - 丸森町・金山町・筆甫村・大内村・小斎村・舘矢間村・大張村・耕野村が合併し、改めて丸森町が発足。（2町）
- 昭和33年（1958年）10月1日 - 角田町が市制施行して角田市となり、郡より離脱。（1町）

### 変遷表
| 明治22年以前 | 明治22年4月1日 | 明治22年 - 大正15年        | 昭和元年 - 昭和19年                                | 昭和20年 - 昭和29年    | 昭和30年 - 昭和64年         | 平成元年 - 現在 | 現在   |
| ------------ | -------------- | -------------------------- | -------------------------------------------------- | ---------------------- | --------------------------- | --------------- | ------ |
| 岡村         | 北郷村         | 北郷村                     | 北郷村                                             | 昭和29年10月1日 角田町 | 昭和33年10月1日 市制 角田市 | 角田市          | 角田市 |
| 江尻村       | 北郷村         | 北郷村                     | 北郷村                                             | 昭和29年10月1日 角田町 | 昭和33年10月1日 市制 角田市 | 角田市          | 角田市 |
| 君萱村       | 北郷村         | 北郷村                     | 北郷村                                             | 昭和29年10月1日 角田町 | 昭和33年10月1日 市制 角田市 | 角田市          | 角田市 |
| 神次郎村     | 北郷村         | 北郷村                     | 北郷村                                             | 昭和29年10月1日 角田町 | 昭和33年10月1日 市制 角田市 | 角田市          | 角田市 |
| 花島村       | 北郷村         | 北郷村                     | 北郷村                                             | 昭和29年10月1日 角田町 | 昭和33年10月1日 市制 角田市 | 角田市          | 角田市 |
| 佐倉村       | 桜村           | 桜村                       | 桜村                                               | 昭和29年10月1日 角田町 | 昭和33年10月1日 市制 角田市 | 角田市          | 角田市 |
| 梶賀村       | 桜村           | 桜村                       | 桜村                                               | 昭和29年10月1日 角田町 | 昭和33年10月1日 市制 角田市 | 角田市          | 角田市 |
| 稲置村       | 西根村         | 西根村                     | 西根村                                             | 昭和29年10月1日 角田町 | 昭和33年10月1日 市制 角田市 | 角田市          | 角田市 |
| 笠島村       | 西根村         | 西根村                     | 西根村                                             | 昭和29年10月1日 角田町 | 昭和33年10月1日 市制 角田市 | 角田市          | 角田市 |
| 毛萱村       | 西根村         | 西根村                     | 西根村                                             | 昭和29年10月1日 角田町 | 昭和33年10月1日 市制 角田市 | 角田市          | 角田市 |
| 高倉村       | 西根村         | 西根村                     | 西根村                                             | 昭和29年10月1日 角田町 | 昭和33年10月1日 市制 角田市 | 角田市          | 角田市 |
| 鳩原村       | 東根村         | 東根村                     | 東根村                                             | 昭和29年10月1日 角田町 | 昭和33年10月1日 市制 角田市 | 角田市          | 角田市 |
| 小坂村       | 東根村         | 東根村                     | 東根村                                             | 昭和29年10月1日 角田町 | 昭和33年10月1日 市制 角田市 | 角田市          | 角田市 |
| 平貫村       | 東根村         | 東根村                     | 東根村                                             | 昭和29年10月1日 角田町 | 昭和33年10月1日 市制 角田市 | 角田市          | 角田市 |
| 坂津田村     | 東根村         | 東根村                     | 東根村                                             | 昭和29年10月1日 角田町 | 昭和33年10月1日 市制 角田市 | 角田市          | 角田市 |
| 藤田村       | 藤尾村         | 藤尾村                     | 藤尾村                                             | 昭和29年10月1日 角田町 | 昭和33年10月1日 市制 角田市 | 角田市          | 角田市 |
| 尾山村       | 藤尾村         | 藤尾村                     | 藤尾村                                             | 昭和29年10月1日 角田町 | 昭和33年10月1日 市制 角田市 | 角田市          | 角田市 |
| 枝野村       | 枝野村         | 枝野村                     | 枝野村                                             | 昭和29年10月1日 角田町 | 昭和33年10月1日 市制 角田市 | 角田市          | 角田市 |
| 島田村       | 枝野村         | 枝野村                     | 枝野村                                             | 昭和29年10月1日 角田町 | 昭和33年10月1日 市制 角田市 | 角田市          | 角田市 |
| 角田本郷     | 角田町         | 角田町                     | 角田町                                             | 昭和29年10月1日 角田町 | 昭和33年10月1日 市制 角田市 | 角田市          | 角田市 |
| 横倉村       | 角田町         | 角田町                     | 角田町                                             | 昭和29年10月1日 角田町 | 昭和33年10月1日 市制 角田市 | 角田市          | 角田市 |
| 豊室村       | 角田町         | 角田町                     | 角田町                                             | 昭和29年10月1日 角田町 | 昭和33年10月1日 市制 角田市 | 角田市          | 角田市 |
| 小田村       | 舘矢間村       | 舘矢間村                   | 昭和3年4月1日 角田町に編入                         | 昭和29年10月1日 角田町 | 昭和33年10月1日 市制 角田市 | 角田市          | 角田市 |
| 舘山村       | 舘矢間村       | 舘矢間村                   | 舘矢間村 昭和3年4月1日 角田町へ 旧・小田村域を移管 | 昭和29年12月1日 丸森町 | 丸森町                      | 丸森町          | 丸森町 |
| 木沼村       | 舘矢間村       | 舘矢間村                   | 舘矢間村 昭和3年4月1日 角田町へ 旧・小田村域を移管 | 昭和29年12月1日 丸森町 | 丸森町                      | 丸森町          | 丸森町 |
| 松掛村       | 舘矢間村       | 舘矢間村                   | 舘矢間村 昭和3年4月1日 角田町へ 旧・小田村域を移管 | 昭和29年12月1日 丸森町 | 丸森町                      | 丸森町          | 丸森町 |
| 山田村       | 舘矢間村       | 舘矢間村                   | 舘矢間村 昭和3年4月1日 角田町へ 旧・小田村域を移管 | 昭和29年12月1日 丸森町 | 丸森町                      | 丸森町          | 丸森町 |
| 丸森村       | 丸森村         | 明治30年2月9日 町制 丸森町 | 丸森町                                             | 昭和29年12月1日 丸森町 | 丸森町                      | 丸森町          | 丸森町 |
| 金山本郷     | 金山村         | 明治30年2月9日 町制 金山町 | 金山町                                             | 昭和29年12月1日 丸森町 | 丸森町                      | 丸森町          | 丸森町 |
| 小斎村       | 小斎村         | 小斎村                     | 小斎村                                             | 昭和29年12月1日 丸森町 | 丸森町                      | 丸森町          | 丸森町 |
| 大内村       | 大内村         | 大内村                     | 大内村                                             | 昭和29年12月1日 丸森町 | 丸森町                      | 丸森町          | 丸森町 |
| 伊手村       | 大内村         | 大内村                     | 大内村                                             | 昭和29年12月1日 丸森町 | 丸森町                      | 丸森町          | 丸森町 |
| 筆甫村       | 筆甫村         | 筆甫村                     | 筆甫村                                             | 昭和29年12月1日 丸森町 | 丸森町                      | 丸森町          | 丸森町 |
| 大蔵村       | 大張村         | 大張村                     | 大張村                                             | 昭和29年12月1日 丸森町 | 丸森町                      | 丸森町          | 丸森町 |
| 川張村       | 大張村         | 大張村                     | 大張村                                             | 昭和29年12月1日 丸森町 | 丸森町                      | 丸森町          | 丸森町 |
| 耕野村       | 耕野村         | 耕野村                     | 耕野村                                             | 昭和29年12月1日 丸森町 | 丸森町                      | 丸森町          | 丸森町 |

## 行政
伊具・亘理郡長
| 代 | 氏名       | 就任年月日         | 退任年月日                | 備考                |
| -- | ---------- | ------------------ | ------------------------- | ------------------- |
| 1  | 斎藤喜平治 |                    |                           |                     |
| 2  | 児玉氏精   |                    | 明治16年（1883年）        |                     |
| 3  | 武者伝二郎 | 明治16年（1883年） |                           |                     |
| 4  | 山内信実   |                    | 明治27年（1894年）3月31日 | 廃官 亘理郡長へ転任 |

伊具郡長
| 代 | 氏名 | 就任年月日               | 退任年月日                | 備考                   |
| -- | ---- | ------------------------ | ------------------------- | ---------------------- |
| 1  |      | 明治27年（1894年）4月1日 |                           |                        |
|    |      |                          | 大正15年（1926年）6月30日 | 郡役所廃止により、廃官 |

## 関連文献
- 渡部義顕『伊具郡史』渡部義美、1916年。NDLJP:944992。